# Molgula diversa
Molgula diversa är en sjöpungsart som beskrevs av Kott 1972. Molgula diversa ingår i släktet Molgula och familjen kulsjöpungar. Inga underarter finns listade i Catalogue of Life.